# Бертотовце
Бертотовце (слч. Bertotovce) насељено је мјесто са административним статусом сеоске општине (слч. obec) у округу Прешов, у Прешовском крају, Словачка Република.

## Становништво
| Година:    | 1994. | 2004.    | 2014.   | 2024.   |
| ---------- | ----- | -------- | ------- | ------- |
| Број људи: | 443   | 492      | 487     | 520     |
| Разлика:   |       | +11,06 % | -1,01 % | +6,77 % |

| Година:    | 2023. | 2024.   |
| ---------- | ----- | ------- |
| Број људи: | 523   | 520     |
| Разлика:   |       | -0,57 % |

Према подацима о броју становника из 2024. године насеље је имало 520 становника.